# Barathronus
Barathronus es un género de peces de la familia Aphyonidae, del orden Ophidiiformes. Esta especie marina fue descubierta por George Brown Goode y Tarleton Hoffman Bean en 1886.

## Especies
Especies reconocidas del género:
- Barathronus affinis A. B. Brauer, 1906
- Barathronus bicolor Goode & T. H. Bean, 1886
- Barathronus bruuni J. G. Nielsen, 1969
- Barathronus diaphanus A. B. Brauer, 1906
- Barathronus linsi J. G. Nielsen, Mincarone & di Dario, 2015[2]
- Barathronus maculatus Shcherbachev, 1976
- Barathronus multidens J. G. Nielsen, 1984
- Barathronus pacificus J. G. Nielsen & Eagle, 1974
- Barathronus parfaiti (Vaillant, 1888)
- Barathronus unicolor J. G. Nielsen, 1984

### Lectura recomendada
- Bull. Mus. comp. Zool. Harvard, 12, 164.
- Eschmeyer, William N., ed. 1998. Catalog of Fishes. Special Publication of the Center for Biodiversity Research and Information, no. 1, vol 1-3. 2905.